# Kainosite-(Y)
La kainosite-(Y) è un minerale.